# 刘希夷
劉希夷（651年—679年），字延芝，一說名庭芝，汝州梁縣（今河南汝州）人。唐朝詩人。

## 生平
刘希夷少时很有文采，行事落魄不拘常格。喜欢饮酒，又爱好音乐，善弹琵琶。幼年丧父，隨母在外祖父家居住至20岁。《唐才子传》上说刘希夷是上元二年（675年）进士，是宋之问的外甥，二人年龄相差不多。不喜為官，獨自一人入巴蜀、游三峡、下扬州游賞。
死时不到三十岁。死后葬于风穴寺南，现称夷园。
刘希夷善作从军闺情诗，词藻婉丽，意旨悲苦，当时不为人重。后来孙昱撰《正声集》，以希夷诗为集中之最，由是才为大家所称赏。

## 传说
传说刘希夷作《代悲白头翁》诗中的“年年岁岁花相似，岁岁年年人不同”之句，宋之问得知，非常喜欢這一句，听说此诗别人还不知道，就要刘希夷把这句诗给他用，刘希夷当时答应了，后来又反悔，被别人知道了。宋之问非常生气，唆使僕人用土袋压死刘希夷。

## 名句
年年岁岁花相似，岁岁年年人不同。——《代悲白头翁》

## 著作
《全唐诗》存诗1卷，共35首。代表作有《从军行》、《采桑》、《春日行歌》、《代悲白头翁》等。